# Massaker von Chaibalikend
Das Khaibalikend-Massaker vom 5. bis 7. Juni 1919 war die massenhafte Tötung von armenischen Zivilisten in den Dörfern Chaibalikend, Cəmilli, Kərkicahan und Fakhlul in Bergkarabach.
Die Dörfer wurden zerstört, und 600 bis 700 ethnische Armenier – darunter Frauen und Kinder – wurden von bewaffneten, ethnisch aserbaidschanischen und kurdischen Freischärlern sowie aserbaidschanischen Soldaten ermordet. Das Blutbad wurde vom Generalgouverneur Bergkarabachs, Chosrow bek Sultanow, angeordnet und von seinem Bruder, Sultan bek Sultanow, durchgeführt.

## Vorgeschichte
Im Januar 1919 nahm der Kommandant der britischen Einheiten am Kaspischen Meer, General William M. Thomson, Chosrov bek Sultanows Ernennung zum vorläufigen Generalgouverneur von Karabach und Sangesur durch die Bakuer Regierung an (die Kontrolle über Sangesur wurde nie vollzogen), anhängig zu einer endgültigen Entscheidung an der Pariser Friedenskonferenz. Sultanow war ein Aserbaidschaner kurdischer Herkunft, der für seine armenierfeindliche Sichtweise bekannt war. Diese Entscheidung wurde von der armenischen Bevölkerung Bergkarabachs – geführt von Karabachs Armenischem Rat, welche die Wiedervereinigung Karabachs mit der neu errichten Demokratischen Republik Armenien favorisierte – energisch abgelehnt. Es gab auch Ablehnung durch die armenische Regierung sowie einer Reihe von armenischen Diplomaten und in der Region arbeitenden Hilfsbeamten, die auf Sultanows ehemalige Zusammenarbeit mit den osmanischen Armeen hinwiesen, welche das Gebiet 1918 besetzten.
Vom 4. bis zum 5. Juni 1919 kam es zu einem armenisch-tatarischen (“Aseri”) Konflikt in Schuschi, der von Sultanow organisiert und angestiftet wurde. Der armenische Teil der Stadt wurde blockiert, und dessen Bevölkerung fand sich in akutem Mangel an Essen und Trinkwasser wieder. Währenddessen wurden die russischen Militärbaracken in Chankendi (heute Stepanakert) von aserbaidschanischen Streitkräften besetzt, die aus Baku und Gändschä ankamen.

## Ereignisse
Trotz der Maßnahmen waren die Versuche Sultanows, Bergkarabach der Demokratischen Republik Aserbaidschan unterzuordnen, erfolglos. Während die Spannungen sich verschärften, verschlechterte sich die Situation der armenischen Bewohner von Dörfern nahe den Chankendi-Baracken. Dies war in einer Zeit, als am 5. Juni 1919 bewaffnete tatarische (aserbaidschanische) Banden unter dem Kommando von Pascha bek Sultanow in die Dörfer Chaibalikend, Pahlul und Kärkidschahan eindrangen.  Etwa 700 Menschen, zumeist unschuldige Zivilisten, wurden allein in Chaibalikänd ermordet. Die drei Ortschaften wurden niedergebrannt, und leblose Körper in Brunnen geworfen. Obwohl Sultanow jegliches Fehlverhalten abstritt, fand eine Untersuchung des britischen Militärs heraus, dass Blutbäder stattfanden.

## Folgen
Noch im Jahr 1919 verstärkte Sultanow die Größe der Garnisonen in Chankendi und schritt mit seinen Truppen voran, abermals ohne die erforderliche Zustimmung seines Verwaltungsrats. Ethnische Spannungen in Karabach flammten wieder auf, als aserbaidschanische Truppen im Februar mehrere Armenier in Chankendi lynchten und töteten sowie umliegende Gebiete ausplünderten. Im frühen März, nachdem eine Delegation von Karabach-Armeniern sich im Dorf Schosch zusammentraf und die Möglichkeit einer Union mit Aserbaidschan ablehnte, strebte Sultanow danach, seine Kontrolle über Karabach zu festigen: er verbot Armeniern, Schuschi ohne Erlaubnis zu verlassen, stationierte aserbaidschanische Truppen in armenische Häuser, ordnete armenische Veteranen der ehemaligen russischen Armee an, sich zu registrieren, sodass sie nicht an militärischen Tätigkeiten teilnehmen konnten, und arbeitete an Plänen, mehrere armenische Dörfer zu zerstören, um die Bande zwischen Karabach-Armeniern und der Region Sangesur zu trennen.
Das Ereignis erwies sich als Vorspiel einer größeren Tragödie in Bergkarabach – der Schuschi-Blutbäder im März 1920, bei denen die bewaffneten tatarischen (“Aseri”) Banden die armenische Hälfte der Regionalhauptstadt fast vollständig zerstörten. Zahlreiche Stätten mit besonderer Bedeutung für die armenische Geschichte wurden beim Chaibalikend-Massaker ebenfalls zerstört; die Ruinen von Chaibalikend wurden später demoliert, darunter auch die Kirche, welche seither als Stall genutzt wurde.